# 生化学工業
生化学工業株式会社（せいかがくこうぎょう、英: Seikagaku Corporation）は、日本の製薬会社である。糖質化学を専門とする研究開発型製薬企業。

## 沿革
- 1947年（昭和22年）- 興生水産株式会社として設立。水産加工業を主体として営業開始。
- 1950年（昭和25年）- 世界で初めてコンドロイチン硫酸の工業化。
- 1962年（昭和37年）- 社名を生化学工業株式会社に変更。
- 1987年（昭和62年）‐ 世界初のヒアルロン酸を主成分とした関節機能改善剤「アルツ」製造販売開始。
- 1989年（平成元年）- 社団法人日本証券業協会の店頭市場に株式を登録。
- 2004年（平成16年）- 東証2部上場。
- 2005年（平成17年）- 東証1部指定。

## 事業所
- 本社 - 東京都千代田区丸の内一丁目6-1
- 久里浜工場 - 神奈川県横須賀市久里浜九丁目3-1
- 高萩工場 - 茨城県高萩市大字赤浜字松久保258-5
- 中央研究所・CMC研究所 - 東京都東大和市立野三丁目1253